# 贞后星
貞后星（201 Penelope）是第201顆被人類發現的小行星，位于火星和木星之間的小行星帶，並被歸為M型小行星。
貞后星以希臘神話的人物潘妮洛碧命名。
| 前一小行星： 小行星200 | 小行星列表 | 後一小行星： 小行星202 |